# Чемпионат Европы по академической гребле 1969
Чемпионат Европы по академической гребле 1969 года прошёл на озере Вёртер-Зе в городе Клагенфурт (Австрия). Сначала с 5 по 7 сентября 47 женских экипажей из 15 стран разыграли 5 комплектов наград, потом с 12 по 14 сентября мужчины выявили сильнейших в 7 дисциплинах. Турнир носил статус открытого, и помимо представителей европейских стран в нём участвовали гребцы из государств, расположенных на других континентах.

## Медалисты

### Женщины
| Дисциплина | Золото | Золото  | Серебро | Серебро | Бронза | Бронза  |
| ---------- | --- | ------- | --- | ------- | --- | ------- |
| W1x        | СССР · Геновайте Рамошкене | 3:53,01 | ГДР · Анита Кульке | 3:56,16 | Австрия · Ренате Сика | 3:56,27 |
| W2x        | ГДР · Гизела Ягер · Рита Шмидт | 3:35,87 | Чехословакия · Алена Квасилова · Яна Фишакова | 3:37,81 | СССР · Евгения Власова · Татьяна Маркво | 3:39,05 |
| W4x+       | СССР · София Груцова · Татьяна Гомолко · Александра Бочарова · Антонина Марискина · Тамара Гронь (р)                                                          | 3:24,22 | Румыния · Иоана Тудоран · Митана Ботез · Дойна Бардаш · Иляна Немет · Штефания Борисов (р)                                                                                      | 3:24,62 | ГДР · Дагмар Зайпт · Инге Шнайдер · Инегелоре Кремц · Моника Ригель · Карин Баушке (р)                                                                                 | 3:25,64 |
| W4+        | СССР · Нина Быстрова · Нина Буракова · Нина Абрамова · Надежда Николаева · Ольга Благовещенская (р)                                                           | 3:33,25 | ГДР · Розель Ниче · Сабине Дене · Мартина Вундерлих · Ренате Вебер · Ульрике Шкрбек (р)                                                                                         | 3:37,68 | ФРГ Ильзе Леберт Бербель Зеддиг Астрид Кальмайр Хайке Витт Эрика Реберг (р)                                                                                            | 3:39,46 |
| W8+        | ГДР · Марита Берндт · Ханна Миттер · Урсула Панкратц · Габриэле Кельм · Ренате Шлензиг · Роземари Лоренц · Ренате Бёслер · Барбара Беренд · Гудрун Апельт (р) | 3:11,92 | СССР · Валентина Баклицкая · Людмила Решетняк · Любовь Антонова · Галина Литовец · Тамара Данилина · Клавдия Марудо · Валентина Баринова · Наталья Жидовинова · Алла Сычёва (р) | 3:13,12 | Румыния · Екатерина Транчовяну · Стела Тудор · Елена Некула · Елена Драгомир · Вьорика Крецу · Марьоара Сынгьорзан · Вьорика Линкару · Дойна Бэлаша · Элена Джуркэ (р) | 3:14,83 |

### Мужчины
| Дисциплина | Золото | Золото  | Серебро | Серебро | Бронза | Бронза  |
| ---------- | --- | ------- | --- | ------- | --- | ------- |
| M1x        | Аргентина · Альберто Демидди | 7:45,79 | ГДР · Ханс-Йоахим Бёмер | 7:49,39 | ФРГ Йохен Майсне | 7:53,47 |
| M2x        | США · Джон ван Блом · Томас МакКиббон | 7:07,82 | Австрия · Йозеф Пухингер · Манфред Краусбар | 7:12,03 | ГДР · Йохен Брюкхендлер · Манфред Хааке                                                                                       | 7:13,56 |
| M2-        | США · Ларри Хаф · Тони Джонсон | 7:11,73 | ГДР · Франк Форбергер · Дитер Гран | 7:12,07 | Дания · Петер Кристиансен · Иб Ларсен                                                                                         | 7:14,24 |
| M2+        | Чехословакия · Олдржих Свояновский · Павел Свояновский · Владимир Петршичек (р)                                                                              | 7:44,10 | Италия · Примо Баран · Анджело Россетто · Джорджо Саева (р) | 7:45,26 | Румыния · Георге Молдовяну · Петре Чапура · Георге Георгиу (р)                                                                | 7:46,57 |
| M4-        | СССР · Борис Алёшин · Борис Веселов · Михаил Чекин · Анатолий Фёдоров                                                                                        | 6:47,90 | Венгрия · Антал Мелиш · Дьёрдь Шарлош · Йожеф Чермей · Золтан Мелиш | 6:48,95 | ГДР · Вернер Клатт · Петер Горны · Карл-Хайнц Прудёль · Бернд Мербах                                                          | 6:51,19 |
| M4+        | ФРГ Петер Бергер Ханс-Йохан Фербер Герхард Ауэр Алоис Бирль Штефан Вонкен (р)                                                                                | 6:43,17 | ГДР · Петер Хайн · Йорг Лукке · Хайнц-Юрген Боте · Клаус-Дитер Бер · Хартмут Венцель (р)                                                                               | 6:44,27 | Швейцария · Хуго Вазер · Франц Ренч · Петер Боллигер · Адольф Вазер · Мартин Бехлер (р)                                       | 6:50,83 |
| M8+        | ГДР · Дитер Шуберт · Манфред Визнер · Хорст Вальтер · Клаус Лифке · Рольф Циммерман · Фолькер Туров · Вольфганг Вюст · Клаус Бервальд · Вольфганг Вильде (р) | 6:07,53 | СССР · Зигмас Юкна · Владимир Ешинов · Владимир Стерлик · Йозас Ягелавичюс · Людас Субачюс · Александр Хамин · Анатолий Ткачук · Виталий Курдченко · Игорь Рудаков (р) | 6:09,63 | ФРГ Гюнтер Карл Ахим Винстрёр Томас Хицблек Инго Шольц Манфред Вайнрайх Рольф Хартунг Франц Хельд Бернд Гёрдес Луц Бентер (р) | 6:09,67 |

## Командный зачёт
| Место | Страна       | Золото | Серебро | Бронза | Всего |
| ----- | ------------ | ------ | ------- | ------ | ----- |
| 1     | СССР         | 4      | 2       | 1      | 7     |
| 2     | ГДР          | 3      | 5       | 3      | 11    |
| 3     | США          | 2      | 0       | 0      | 2     |
| 4     | Чехословакия | 1      | 1       | 0      | 2     |
| 5     | ФРГ          | 1      | 0       | 3      | 4     |
| 6     | Аргентина    | 1      | 0       | 0      | 1     |
| 7     | Румыния      | 0      | 1       | 2      | 3     |
| 8     | Австрия      | 0      | 1       | 1      | 2     |
| 9     | Венгрия      | 0      | 1       | 0      | 1     |
| 9     | Италия       | 0      | 1       | 0      | 1     |
| 11    | Дания        | 0      | 0       | 1      | 1     |
| 11    | Швейцария    | 0      | 0       | 1      | 1     |
| Всего | Всего        | 12     | 12      | 12     | 36    |

 Страна — хозяйка соревнований